# ジュディス・クランツ
ジュディス・クランツ（Judith Krantz、1928年1月9日 - 2019年6月22日）は、アメリカ合衆国のライター・小説家である。
ウェルズリー大学卒業（1948年）後、結婚・ライター活動を経て1978年に初の小説『スクループルズ』を発表した。作品は度々テレビドラマ化されている。

## 作品
- Scruples (1978)
  - 小沢瑞穂（訳）『スクループルズ』（サンリオ、1980年）
  - 『スクループルズ 愛と情熱の物語』（新潮文庫、1988年）
- Princess Daisy (1980)
  - 松岡和子（訳）『プリンセス・デイジー』（徳間文庫、1988年）
- Mistral's Daughter (1982)
  - 東江一紀（訳）『ミストラルの娘』（サンリオ、1984年）
  - （新潮文庫、1987年）
- I'll Take Manhattan (1986)
  - 尾島恵子（訳）『愛と哀しみのマンハッタン』（集英社、1987年）
  - （集英社文庫、1990年）
- Till We Meet Again (1988)
  - 小沢瑞穂（訳）『また会う日まで』（新潮文庫、1989年）
- Dazzle (1990)
  - 小沢瑞穂（訳）『ダズル』（新潮文庫、1992年）
- Scruples Two (1992)
  - 小沢瑞穂（訳）『スクループルズ2 愛と野望の物語』（新潮文庫、1995年）
- Lovers (1994)
  - 小沢瑞穂（訳）『ラヴァーズ』（新潮文庫、1997年）
- Spring Collection (1996)
  - 小沢瑞穂（訳）『スプリング・コレクション』（新潮文庫、2000年）
- The Jewels of Tessa Kent (1998)
  - 小沢瑞穂（訳）『恋する宝石』（新潮文庫、2002年）

## 映像化
- スクループルズ - 1980年・ワーナー・ブラザース・テレビジョン＝CBS、リンゼイ・ワグナー、バリー・ボストウィック、マリー＝フランス・ピジェ、エフレム・ジンバリスト・ジュニア、キム・キャトラル、ジーン・ティアニー出演[2]
- プリンセス・デージー - 1983年・NBC、スティーヴ・クランツ製作、リンゼイ・ワグナー、ロバート・ユーリック、クラウディア・カルディナーレ、ルパート・エヴェレット、ステイシー・キーチ出演[3]
- ミストラルの娘 - 1984年・CBS、スティーヴ・クランツ製作、ステファニー・パワーズ、ステイシー・キーチ、リー・レミック、ロバート・ユーリック、ティモシー・ダルトン出演[4]
- 愛と哀しみのマンハッタン - 1987年・CBS、ヴァレリー・バーティネリ、バリー・ボストウィック、フランチェスカ・アニス出演[5]
- また会う日まで - 1989年・CBS、スティーヴ・クランツ製作、マイケル・ヨーク、コートニー・コックス、ミア・サラ、ヒュー・グラント出演[6]
- ダズル - 1995年・CBS、スティーヴ・クランツ製作、リサ・ハートマン、クリフ・ロバートソン出演[7]